# Aubencheul-aux-Bois
Aubencheul-aux-Bois és un municipi francès del departament de l'Aisne, a la regió dels Alts de França.
Forma part de la Communauté de communes du Pays du Vermandois.

## Geografia
Aubencheul-aux-Bois està a 16 quilòmetres al sud-est de Cambrai, la ciutat més propera.

## Història
Aubencheul-aux-Boix fou el cap d'una petita abadia fundada el segle xi. Fou part del Cambrésis.
El 1584 la vil·la fou devastada pel duc de Parma i el 1636 pels espanyols. Vers el 1663 es torna a poblar. El 15 de juliol de 1735 va patir una tempesta de vent que va durar cinc dies. El 1827 un incendi va destruir 63 cases. El poble va tornar a ser destruït a la Primera Guerra Mundial.

## Administració
L'alcalde actual és Francis Passet.

## Demografia
- 1962: 328 habitants.
- 1975: 309 habitants.
- 1990: 275 habitants.
- 1999: 272 habitants.
- 2007: 305 habitants.
- 2008: 307 habitants.[1]

## Llocs i monuments
- Església reconstruïda després de la Primera Guera Mundial, en estil neo-romànic, sobretot en maons.